# Oranjetipje
Het oranjetipje (Anthocharis cardamines) is een dagvlinder uit de familie Pieridae (witjes). Het is een gemakkelijk te herkennen voorjaarsvlinder die in Nederland vliegt in april en mei. 

## Kenmerken
De imago kent seksuele dimorfie. Het mannetje heeft een grote oranje vlek aan de vleugeltip van de voorvleugel, die bij het vrouwtje ontbreekt. De onderkant is geschakeerd geelgroen van kleur. De vleugellengte is ongeveer 20 millimeter.

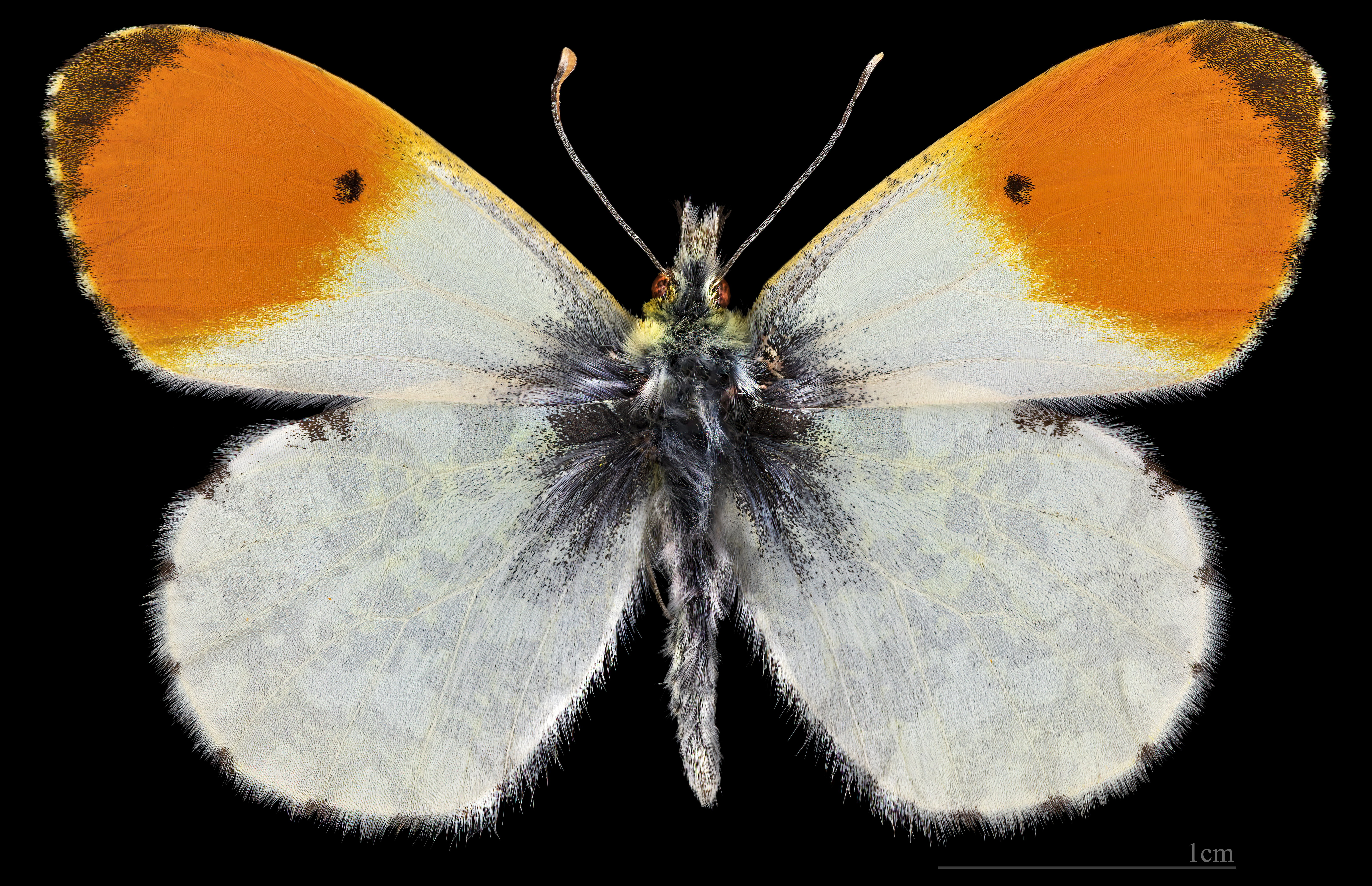
mannetje, bovenzijde
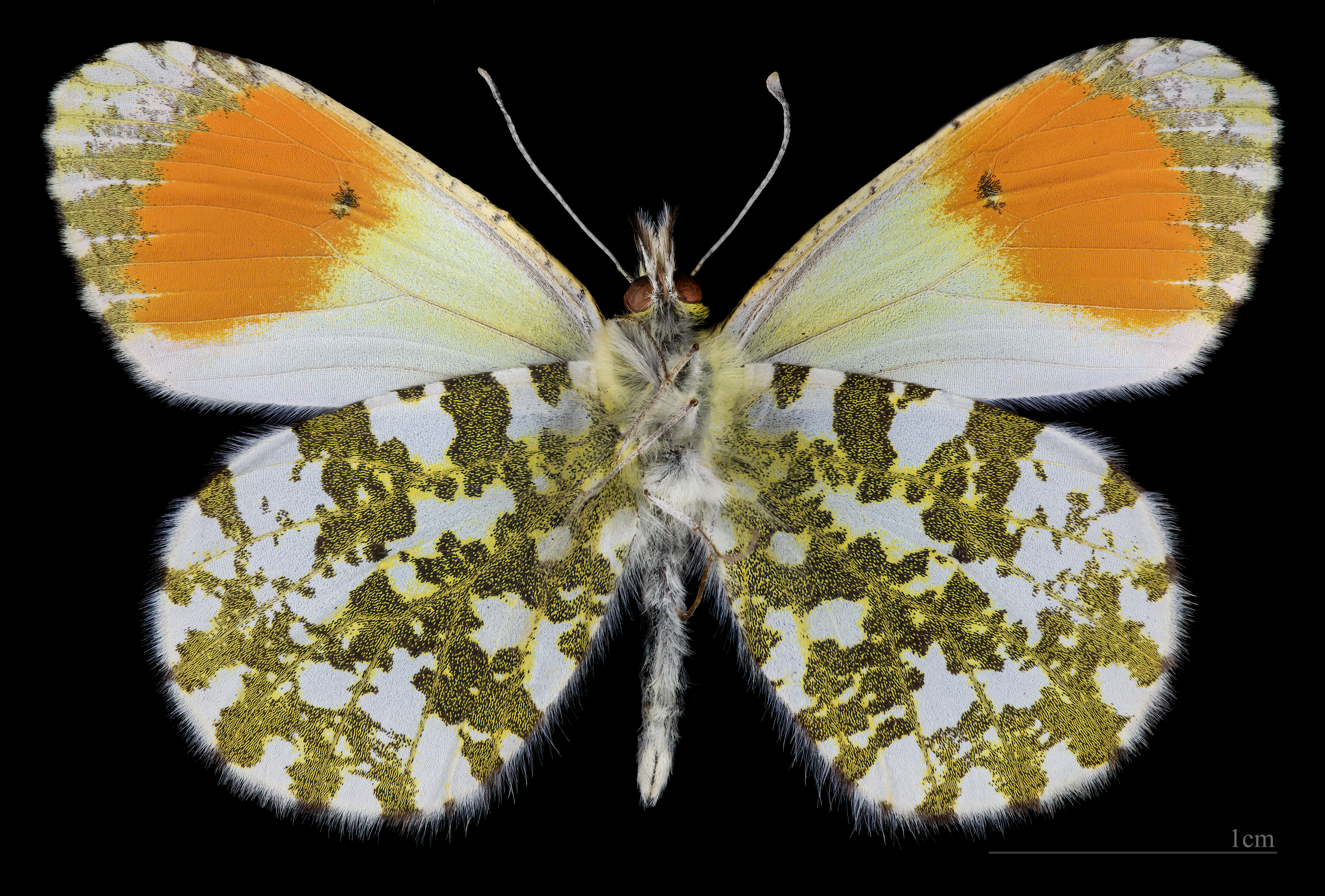
mannetje, onderzijde
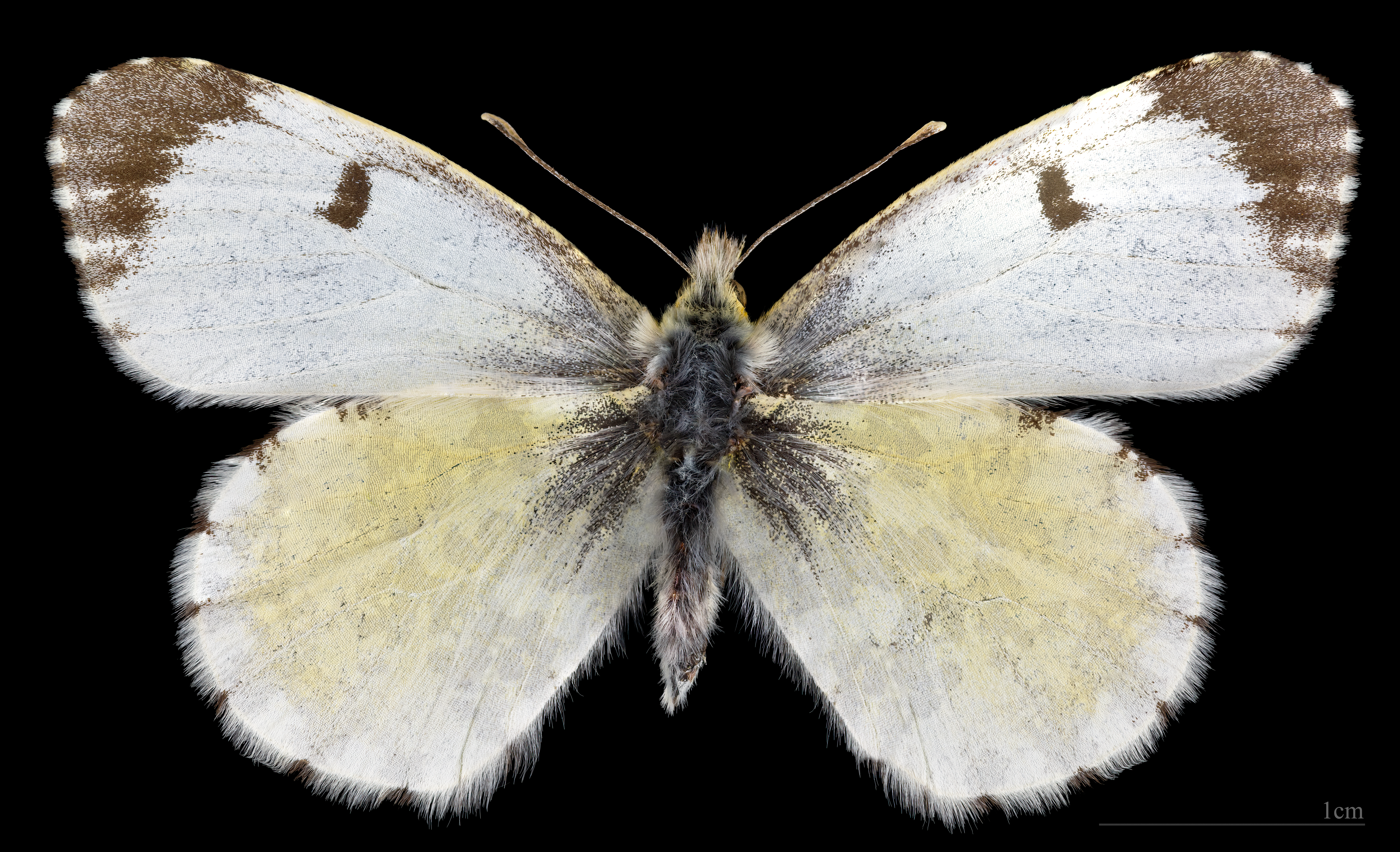
vrouwtje, bovenzijde
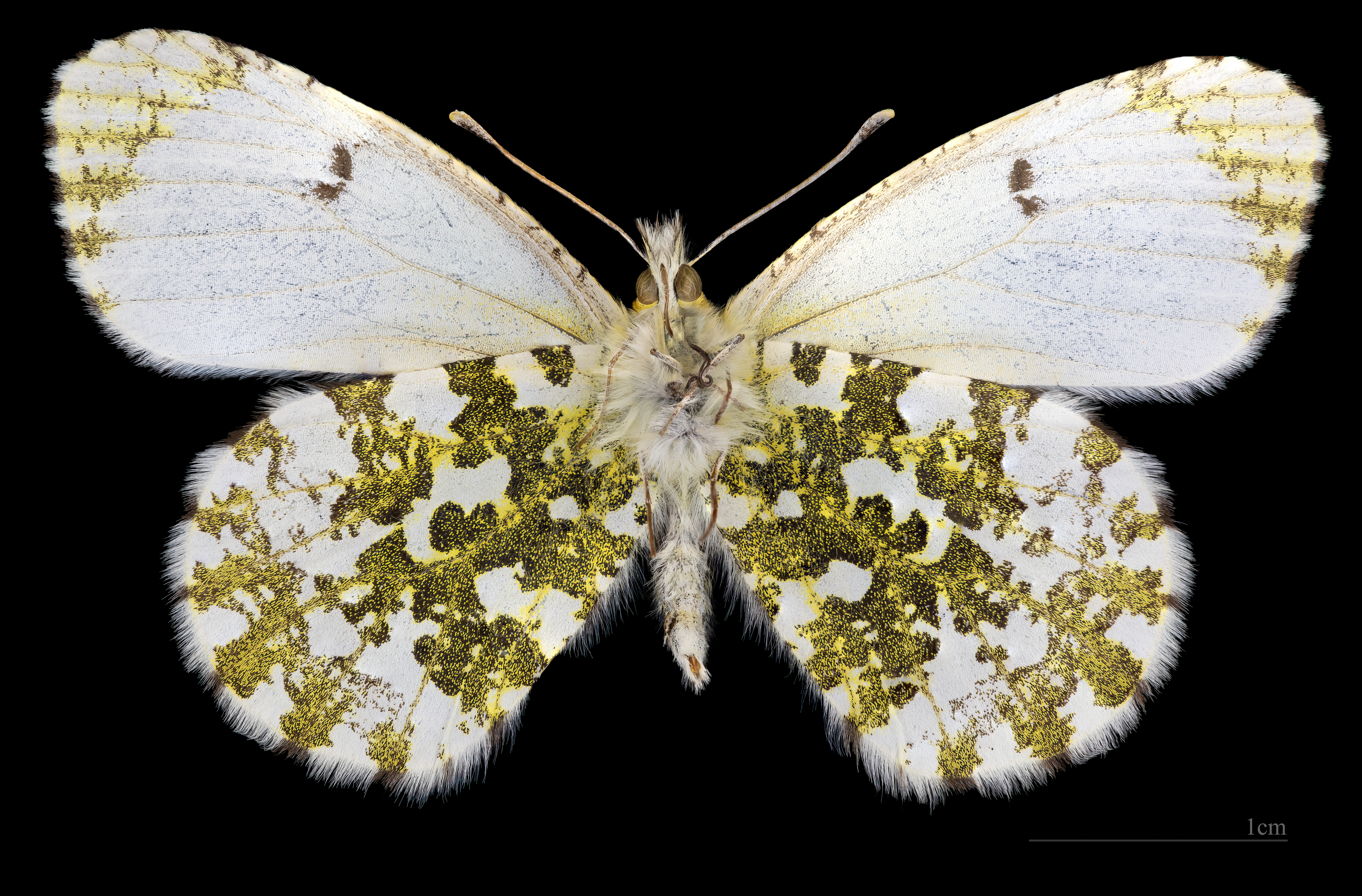
vrouwtje, onderzijde

## Ecologie
Waardplanten voor de rups zijn pinksterbloem, look-zonder-look, scheefkelk en andere kruisbloemigen, soms ook reseda. 

## Voortplanting en ontwikkeling
Het flesvormige eitje is eerst licht van kleur, later oranje. De eitjes worden meestal afgezet vlak bij bomen, struiken of ruigtes op zonnige plaatsen. Veelal wordt er maar één eitje per plant afgezet, en geeft het vrouwtje een feromoonsignaal af dat andere vrouwtjes weerhoudt van eileg. De rupsjes komen na anderhalve week uit het ei. Als er toch twee rupsen op één plant zitten, dan eet de oudste de jongste vaak op.
De onopvallende groene rups heeft over de lengte een witte streep en verder over het hele lichaam kleine zwarte stippen. De rupsen eten eerst bloemen en daarna de hauwtjes van de waardplant; ze worden ongeveer drie centimeter lang. Als de rups in de struiken verpopt is, lijkt de pop sprekend op een stekel en is goed gecamoufleerd. Het oranjetipje overwintert als pop.
De vlinders ontpoppen in maart of april en worden hoogstens drie weken oud. Ze eten in die periode niet en drinken alleen nectar. De mannetjes, die eerder uitkomen, gaan actief op zoek naar vrouwtjes om mee te paren. Na het afzetten van de eitjes gaat het vrouwtje snel dood.

## Verspreiding
Het verspreidingsgebied loopt van Schotland naar het zuiden. Het oranjetipje komt in grote delen van Europa voor, waaronder Nederland en België. Het oranjetipje is een algemene standvlinder die verspreid over heel Nederland voorkomt, met de meeste waarnemingen in het oosten.
De vlinder geeft de voorkeur aan matig vochtige graslanden bij bossen als leefgebied. De vliegtijd is van maart tot en met juni.

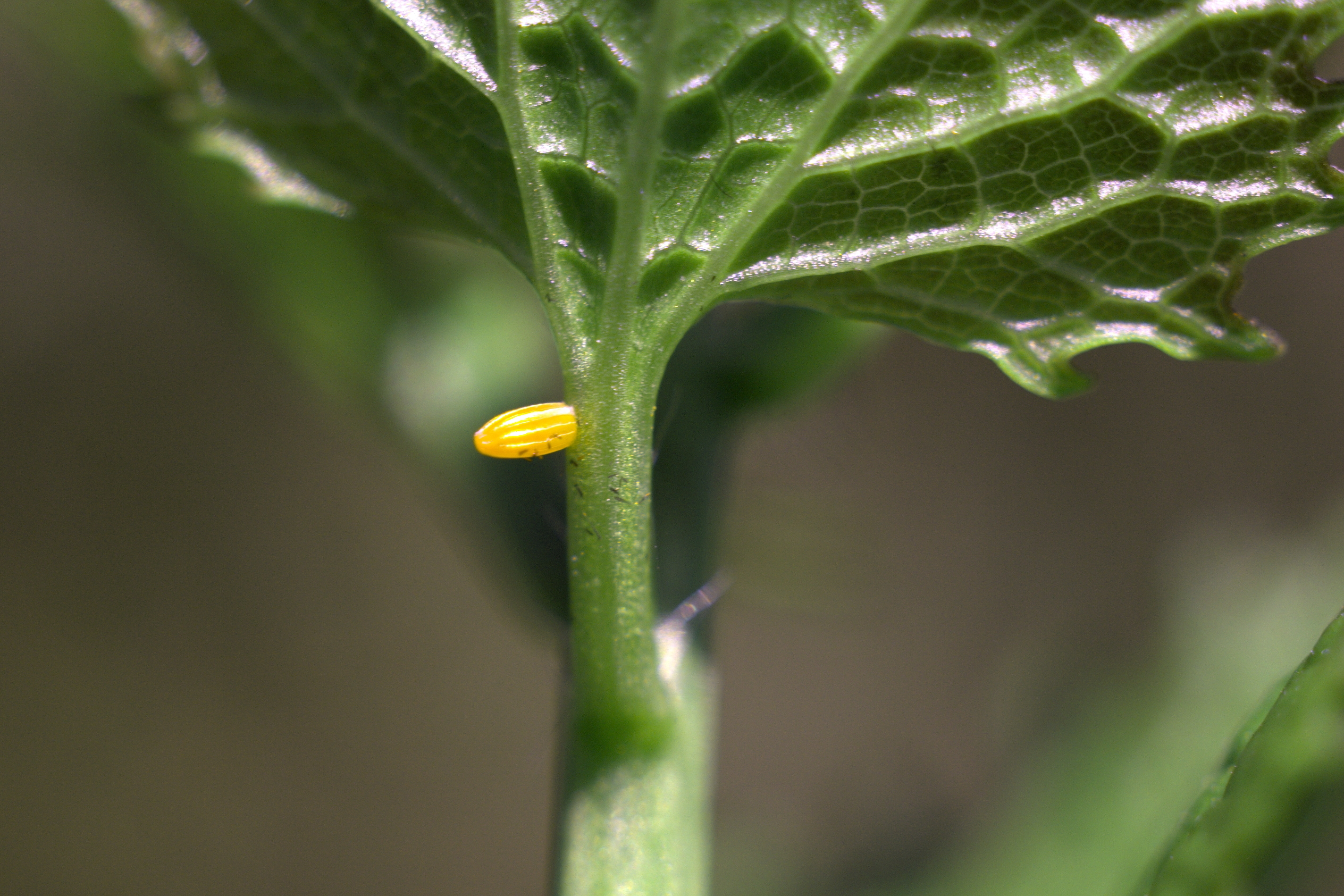
Ei
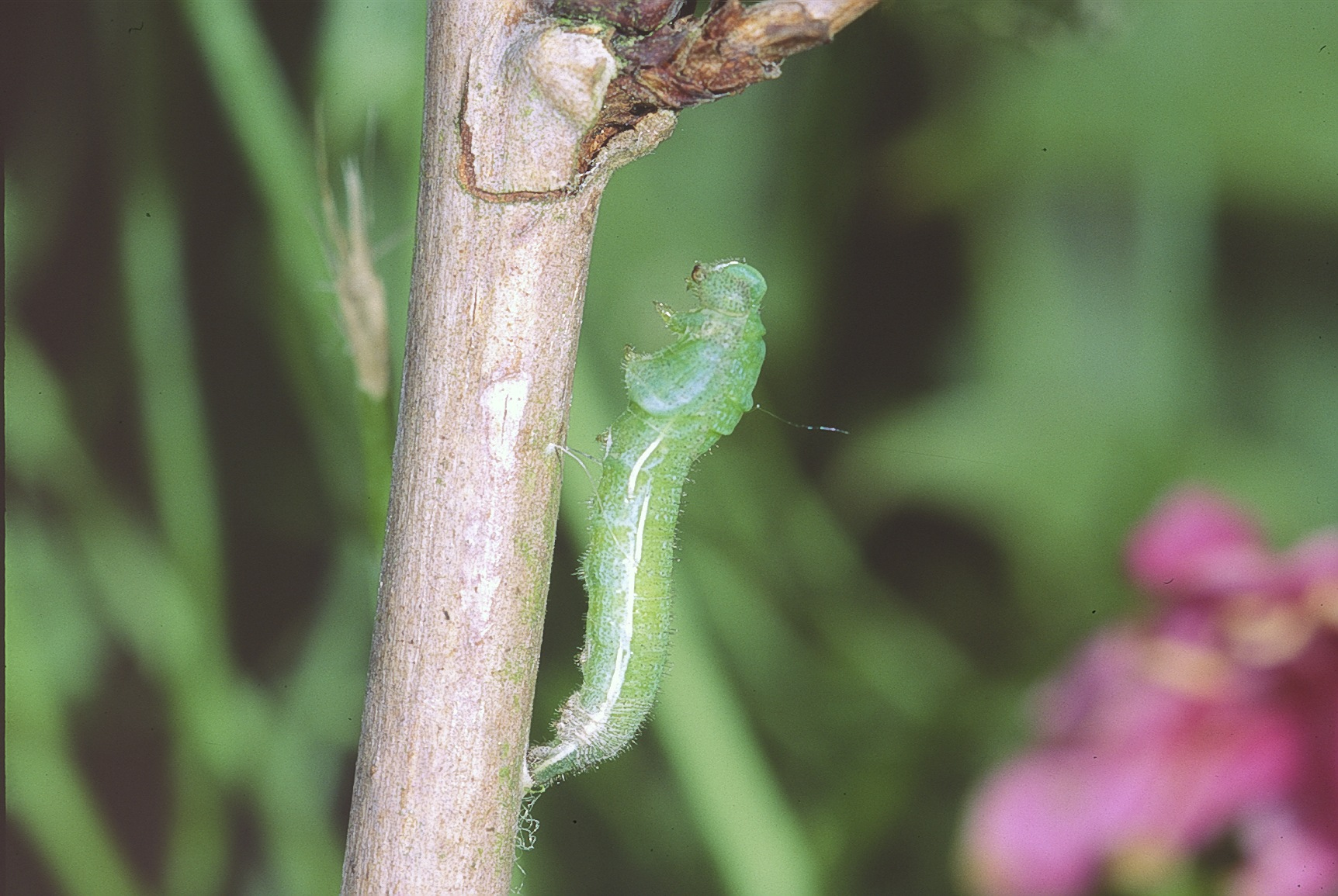
Rups
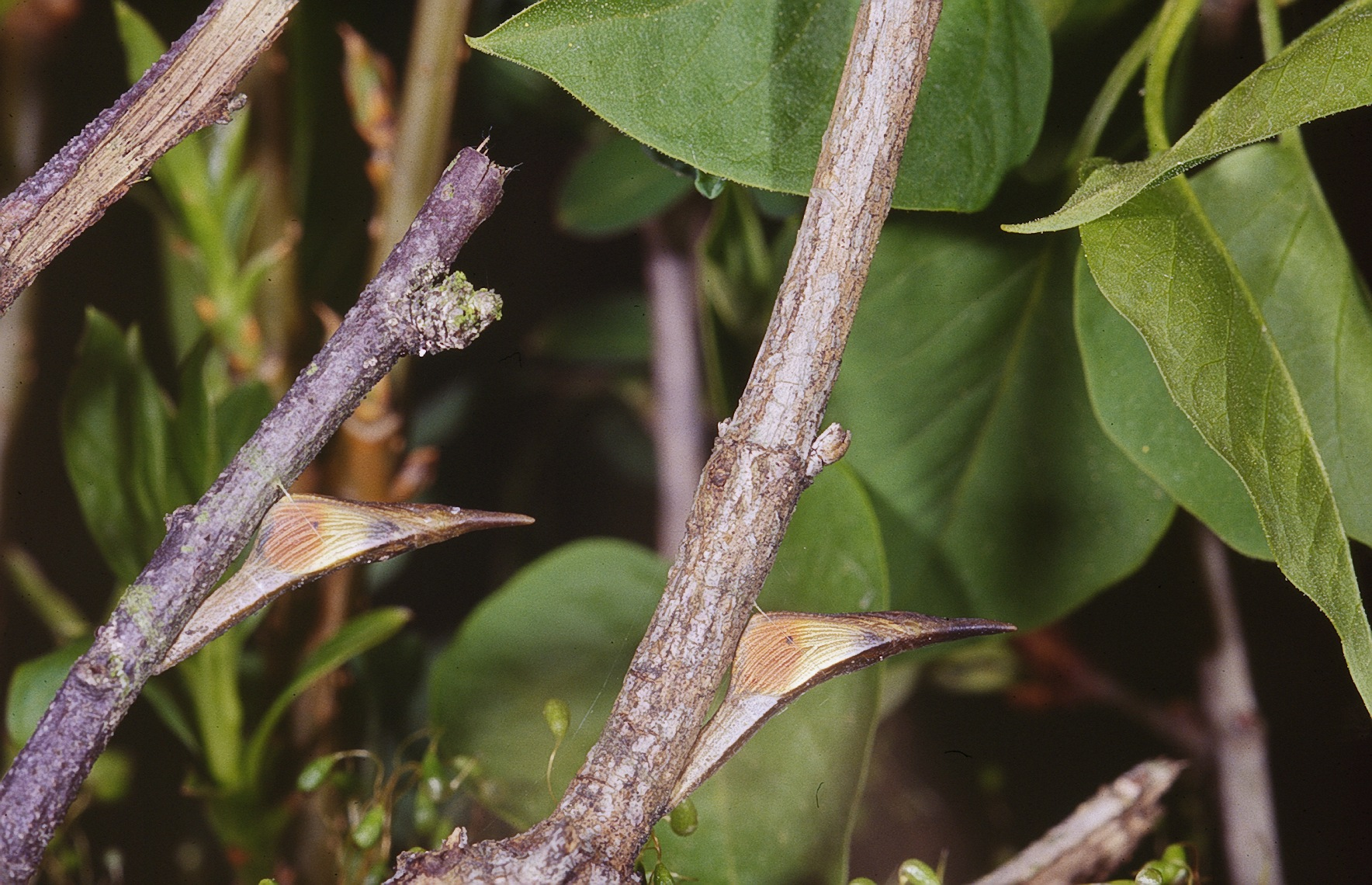
Poppen
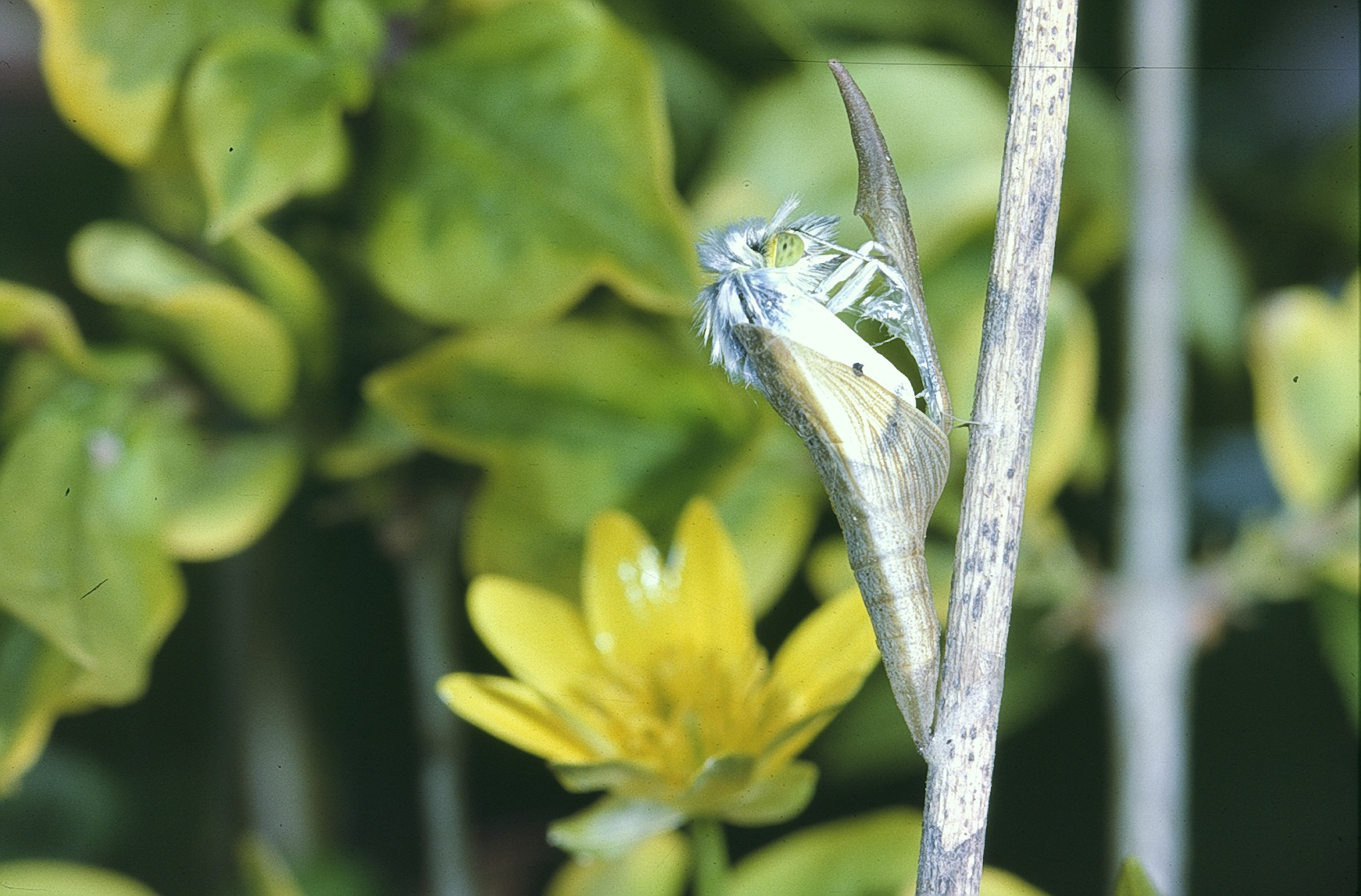
Uitkomende pop
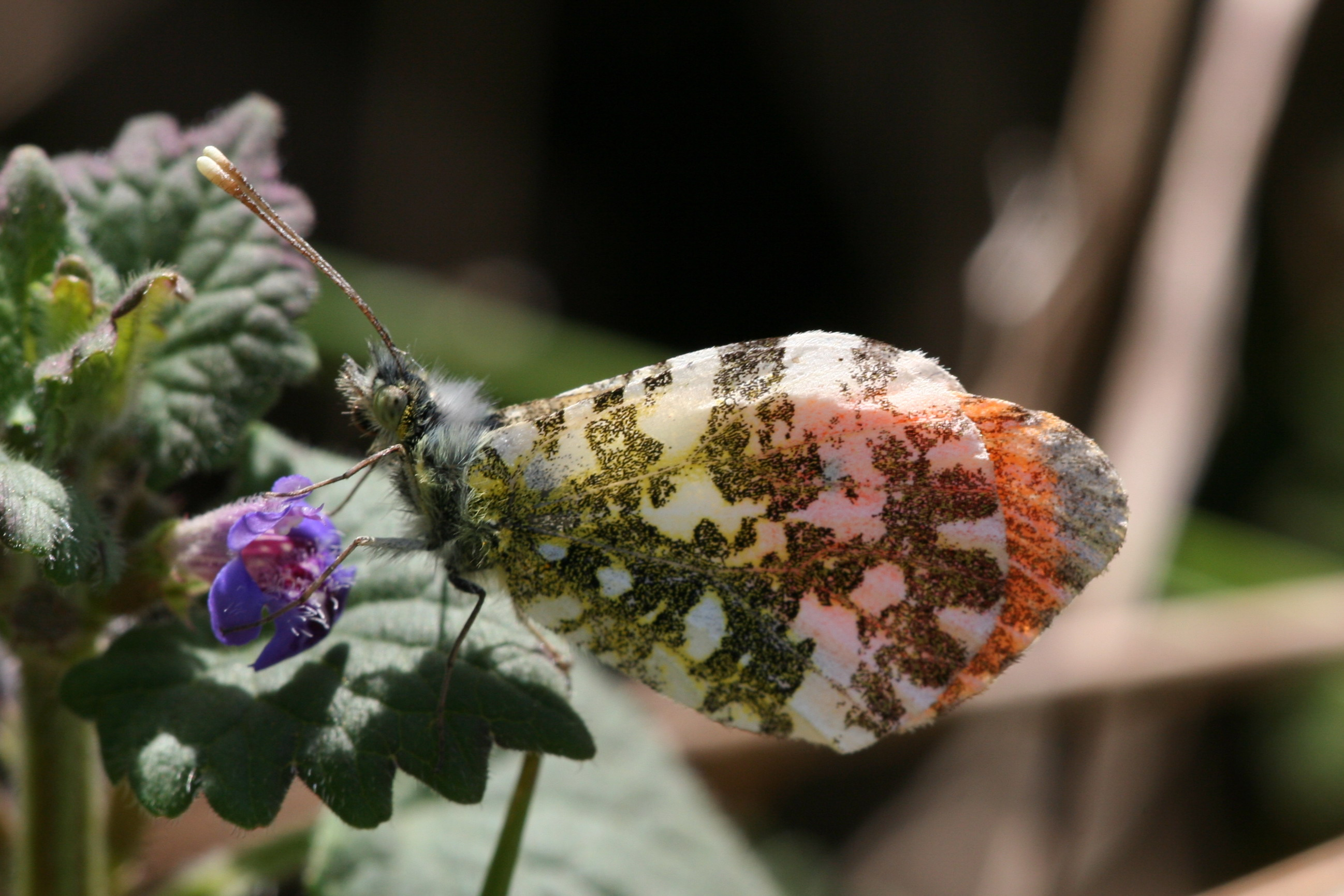
Vlinder